# Liste der denkmalgeschützten Freibäder in Baden-Württemberg
Die Liste der denkmalgeschützten Freibäder in Baden-Württemberg führt alle 20 (Stand Dezember 2018) als Kulturdenkmal geschützte Freibäder in Baden-Württemberg auf.

## Allgemein
- Bild: Zeigt ein ausgewähltes Bild aus Commons, „Weitere Bilder“ verweist auf die Bilder im Medienarchiv Wikimedia Commons.
- Bezeichnung: Nennt den Namen, die Bezeichnung oder die Art des Kulturdenkmals.
- Lage: Straßenname und Hausnummer oder Flurstücknummer des Kulturdenkmals, gegebenenfalls auch den Ortsteil. Die Grundsortierung der Liste erfolgt nach dieser Adresse. Der Link (Karte) führt zu verschiedenen Kartendiensten mit der Position des Kulturdenkmals. Fehlt dieser Link, wurden die Koordinaten noch nicht eingetragen. Sind diese bekannt, können sie über ein Tool mit einer Kartenansicht einfach nachgetragen werden. In dieser Kartenansicht sind Kulturdenkmale ohne Koordinaten mit einem roten bzw. orangen Marker dargestellt und können durch Verschieben auf die richtige Position in der Karte mit Koordinaten versehen werden. Kulturdenkmale ohne Bild sind an einem blauen bzw. roten Marker erkennbar.
- Datierung: Baubeginn, Fertigstellung, Datum der Erstnennung oder grobe zeitliche Einordnung entsprechend des Eintrags in der zuständigen Denkmaldatenbank (Landesamt für Denkmalpflege Baden-Württemberg).
- Beschreibung: Kurzcharakteristik des Kulturdenkmals.

## Liste
| Bild           | Bezeichnung               | Lage                         | Datierung       | Beschreibung                                                                   | ID |
| -------------- | ------------------------- | ---------------------------- | --------------- | ------------------------------------------------------------------------------ | -- |
|                | Hardbergbad               | Baden-Baden                  | 1952            |                                                                                |    |
|                | Freibad                   | Bad Herrenalb                | 1929/30         |                                                                                |    |
|                | Freibad                   | Bad Liebenzell               | 1933            |                                                                                |    |
|                | Waldfreibad               | Bad Wildbad                  |                 |                                                                                |    |
|                | Mineral-Freibad           | Bad Wimpfen                  | 1936/37         |                                                                                |    |
|                | Freibad                   | Böblingen                    | 1953            |                                                                                |    |
|                | Freibad                   | Emmendingen                  | 1937/38         |                                                                                |    |
| Weitere Bilder | Lorettobad                | Freiburg im Breisgau         | 1841 und 1886   |                                                                                |    |
|                | Strandbad                 | Freiburg im Breisgau         | 1934            |                                                                                |    |
|                | Thermalfreibad            | Heidelberg-Bergheim          | 1937 bis 1939   |                                                                                |    |
|                | Rheinstrandbad Rappenwört | Karlsruhe-Daxlanden          | 1928/29         |                                                                                |    |
|                | Parkbad                   | Laupheim                     | 1933/34         |                                                                                |    |
|                | Freibad                   | Lenningen, Oberlenningen     | 1927/30         |                                                                                |    |
|                | Strandbad                 | Lenzkirch, Raitenbuch        | 1926            | Naturbad am Stausee Windgfällweiher, dessen Gebäude unter Denkmalschutz steht. |    |
|                | Schwimmbad                | Löffingen, Göschweiler       | 1920/30er Jahre |                                                                                |    |
| Weitere Bilder | Freibad Markwasen         | Reutlingen                   | 1954/55         |                                                                                |    |
|                | Schachenmayr-Bad          | Salach                       | 1933            |                                                                                |    |
|                | Alemannenbad              | Staufen im Breisgau          | 1893            |                                                                                |    |
|                | Inselbad Untertürkheim    | Untertürkheim                | 1927 bis 1929   |                                                                                |    |
| Weitere Bilder | Freibad                   | Ötisheim, Herdwiesen (Karte) | 1937            | Nach Plänen von Jacob Buck Geschützt nach § 2 DSchG                            |    |